# Interpolação
Interpolação é o método de aproximar os valores dos conjuntos discretos.

Exemplo de interpolação linear.

Exemplo de interpolação polinomial de grau superior a 1.

Em matemática, denomina-se interpolação o método que permite construir um novo conjunto de dados a partir de um conjunto discreto de dados pontuais previamente conhecidos.
Em engenharia e ciência, dispõe-se habitualmente de dados pontuais obtidos a partir de uma amostragem ou de um experimento. Tal conjunto de dados pontuais (também denominado conjunto degenerado) não possui continuidade, e isto muitas vezes torna demasiado irreal a representação teórica de um fenômeno real empiricamente observado.
Através da interpolação, pode-se construir uma função que aproximadamente se "encaixe" nestes dados pontuais, conferindo-lhes, então, a continuidade desejada.
Outra aplicação da interpolação é a aproximação de funções complicadas por funções mais simples. Suponha que tenhamos uma função, mas que seja complicada demais para que seja possível avaliá-la de forma eficiente. Podemos, então, escolher alguns dados pontuais da função complicada e tentar interpolá-los com uma função mais simples. Obviamente, quando utilizamos a função mais simples para calcular novos dados, normalmente não se obtém o mesmo resultado da função original, mas dependendo do domínio do problema e do método de interpolação utilizado, o ganho de simplicidade pode compensar o erro.
A interpolação permite fazer a reconstituição (aproximada) de uma função, bastando para tanto conhecer apenas algumas das suas abscissas e respectivas ordenadas (imagens no contra-domínio da função). A função resultante garantidamente passa pelos pontos fornecidos, e, em relação aos outros pontos, pode ser considerada um mero ajuste.

## Tipos de interpolação
- Interpolação linear: a mais simples de todas, uma linha conectando os pontos serve para estimar os valores
- Interpolação polinomial: quando a função interpoladora é um polinômio; a função interpoladora é a função f(x).
- Interpolação trigonométrica: quando o polinômio é trigonométrico, passando por um conjunto de pares;  forma de interpolação adequada somente para funções periódicas.
- Spline: é a curva definida por dois ou mais pontos;
- Interpolação bilinear: é uma generalização da interpolação linear de uma variável para funções de duas variáveis.

#### Interpolação Linear[2]
Se os dois pontos conhecidos são dados pelas coordenadas {\displaystyle (x_{0},y_{0})} e {\displaystyle (x_{1},y_{1})} , o interpolante linear é a linha reta entre esses pontos. Para um valor x no intervalo, o valor y ao longo da linha reta é dado a partir da equação das inclinações, 
{\displaystyle {\frac {y-y_{0}}{x-x_{0}}}={\frac {y_{1}-y_{0}}{x_{1}-x_{0}}},}
Resolver esta equação para y, que é o valor desconhecido em x, é igual a
{\displaystyle y=y_{0}+(x-x_{0}){\frac {y_{1}-y_{0}}{x_{1}-x_{0}}}={\frac {y_{0}(x_{1}-x)+y_{1}(x-x_{0})}{x_{1}-x_{0}}},}
que é a fórmula para interpolação linear no intervalo {\displaystyle (x_{0},x_{1})} . Fora desse intervalo, a fórmula é idêntica à extrapolação linear. Esta fórmula também pode ser entendida como uma média ponderada. Os pesos estão inversamente relacionados à distância dos pontos finais ao ponto desconhecido; o ponto mais próximo tem maior influência do que o ponto mais distantes. Assim, os pesos são {\textstyle 1-{\frac {x-x_{0}}{x_{1}-x_{0}}}}  e {\textstyle 1-{\frac {x_{1}-x}{x_{1}-x_{0}}}}que são distâncias normalizadas entre o ponto desconhecido e cada um dos pontos finais. Porque eles somam 1 e produz a fórmula de interpolação dada abaixo:
{\displaystyle y=y_{0}\left(1-{\frac {x-x_{0}}{x_{1}-x_{0}}}\right)+y_{1}\left(1-{\frac {x_{1}-x}{x_{1}-x_{0}}}\right)=y_{0}\left(1-{\frac {x-x_{0}}{x_{1}-x_{0}}}\right)+y_{1}\left({\frac {x-x_{0}}{x_{1}-x_{0}}}\right)}

## Histórico
Até 60 anos atrás, os métodos de cálculo eram realizados manualmente e a interpolação polinomial surgiu como uma ferramenta para aproximar funções complexas que eram listadas em tabelas, em alguns valores. A interpolação polinomial é associada a Newton, porém, foi com Lagrange e Hermite que ganharam uma forma sistemática. No século XIX, Carl David Tolmé Runge  e Pafnuty Lvovich Chebyshev ponderaram sobre questões de instabilidade da aproximação polinomial. 